# Puntate di Are You the One? (prima stagione)
La prima stagione di Are You the One? è andata in onda negli USA dal 21 gennaio 2014 al 1º aprile 2014. In Italia è stata trasmessa dal 3 febbraio al 14 aprile 2014.
| nº | Titolo originale               | Titolo italiano | Prima TV USA     | Prima TV Italia  |
| -- | ------------------------------ | --------------- | ---------------- | ---------------- |
| 1  | You Can't Handle the Truth     | Episodio 1      | 21 gennaio 2014  | 3 febbraio 2014  |
| 2  | The Temptation of Chris T      | Episodio 2      | 28 gennaio 2014  | 10 febbraio 2014 |
| 3  | A Real "G"                     | Episodio 3      | 4 febbraio 2014  | 17 febbraio 2014 |
| 4  | Karma's a Bitch                | Episodio 4      | 11 febbraio 2014 | 24 febbraio 2014 |
| 5  | Double Shot                    | Episodio 5      | 18 febbraio 2014 | 3 marzo 2014     |
| 6  | Turn the Paige                 | Episodio 6      | 25 febbraio 2014 | 10 marzo 2014    |
| 7  | It's So Hard... to Say Goodbye | Episodio 7      | 4 marzo 2014     | 17 marzo 2014    |
| 8  | Getting Dumped On              | Episodio 8      | 11 marzo 2014    | 24 marzo 2014    |
| 9  | White Party                    | Episodio 9      | 18 marzo 2014    | 31 marzo 2014    |
| 10 | Run Down with a Happy Ending   | Episodio 10     | 25 marzo 2014    | 7 aprile 2014    |
| 11 | The Aftermatch                 | Reunion         | 1º aprile 2014   | 14 aprile 2014   |